# Tordenskjold (Schiff, 1898)
Die Tordenskjold („Donnerschild“) war ein Küstenpanzerschiff der königlich-norwegischen Marine. Sie wurde 1897 bei Armstrong-Whitworth in Newcastle upon Tyne, England, auf Kiel gelegt, am 18. März 1897 vom Stapel gelassen und am 21. März 1898 in Dienst gestellt. Da die beiden 1912 in Großbritannien georderten Panzerschiffe der Bjørgvin-Klasse (Bjørgvin und Nidaros) bei Ausbruch des Ersten Weltkriegs von der britischen Royal Navy beschlagnahmt wurden, blieben die Tordenskjold und ihr Schwesterschiff Harald Haarfagre bis in die Mitte der 1930er Jahre wichtige Stützen der norwegischen Marine.
Im Zweiten Weltkrieg wurde das Schiff von der deutschen Kriegsmarine übernommen und unter dem Namen Nymphe als Flugabwehrschiff verwendet.
Das Schiff war benannt nach Peter Wessel Tordenskiold, dem dänisch-norwegischen Marineoffizier während des Großen Nordischen Krieges.

## Bau und Technische Daten

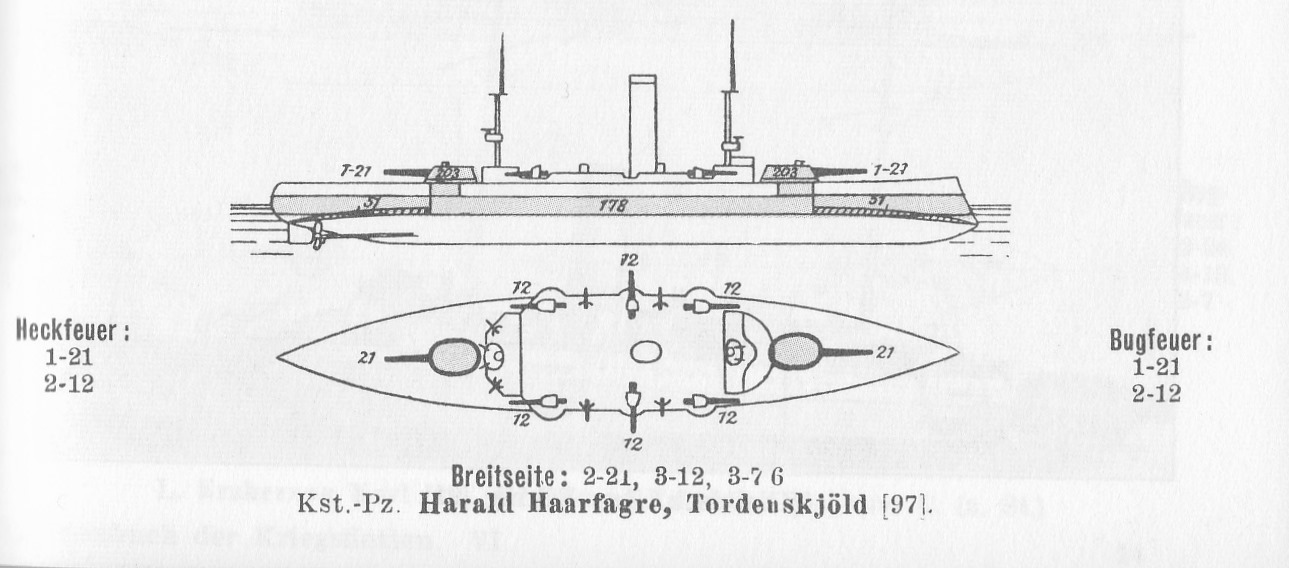
Plan der Tordenskjold und
Harald Haarfagre aus Weyer Flottentaschenbuch

Die Tordenskjold, die Harald Haarfagre und die beiden zwei Jahre später gebauten Küstenpanzerschiffe Eidsvold und Norge wurden im Zuge der allgemeinen Aufrüstung gebaut, die Norwegen gegen eine eventuelle Militäraktion Schwedens schützen sollte und schließlich 1905 in der Auflösung der schwedisch-norwegischen Personalunion und der vollständigen Unabhängigkeit Norwegens gipfelte. Das norwegische Parlament genehmigte 1895 den Bau von vier neuen Panzerschiffen, um vorhandene veraltete Monitore zu ersetzen. Wegen der politischen Spannungen wurden sie nicht in Schweden, sondern in England bestellt. 1896 erhielt die Werft Armstrong-Whitworth den Auftrag für zwei Schiffe von 3500 t, die mit zwei 21-cm-Geschützen in Einzeltürmen und einer 12-cm-Mittelartilleriebatterie bewaffnet sein sollten. Der Bau erfolgte nicht auf der Kriegsschiffswerft des Herstellers in Elswick, sondern auf dem „Low Walker Yard“.
Die Tordenskjold war ein für die Vor-Dreadnought-Zeit typisches Panzerschiff, den Schiffen der deutschen Siegfried-Klasse vergleichbar. Sie war 92,66 m lang und 14,78 m breit, hatte 5,38 m Tiefgang und verdrängte 3.435 tn.l. nach Konstruktion und 3.380 tn.l. als Standardverdrängung. Zwei Kohle-befeuerte Dampfmaschinen mit 4500 PS ergaben eine Höchstgeschwindigkeit von 16,9 Knoten. Die Bewaffnung bestand aus zwei 21-cm-Geschützen in Einzeltürmen vorn und achtern, sechs 12-cm-Kanonen, sechs 7,6-cm-Kanonen, sechs 1-Pfünder-Schnellfeuerkanonen und zwei 45-cm-Unterwasser-Torpedorohren. Das Schiff hatte ein Panzerdeck und eine Gürtelpanzerung von 178 mm Dicke; die beiden 21-cm-Türme hatten 203 mm Panzerung. Die Besatzung bestand aus 245 Mann.

## Schicksal

### 1898–1940
Die Tordenskjold versah bis 1918 Routinedienst, Ausbildungsfahrten und Auslandsbesuche. 1900 nahm sie an dem Besuch eines norwegischen Verbandes in Kiel teil, zu dem auch das Kanonenboot Frithjof, der Zerstörer Valkyrjen und vier neue Torpedoboote des Typs Storm gehörten. 1901 machte sie eine lange Fahrt entlang der norwegischen Küste mit dem Schwesterschiff Harald Haarfagre und dem neuen Küstenpanzerschiff Norge sowie dem Zerstörer Valkyrjen.
Im Ersten Weltkrieg blieb sie in norwegischen Gewässern, um die norwegische Neutralität zu sichern. Ab 1918 diente sie als Schulschiff, wobei sie insgesamt 18 Ausbildungsreisen unternahm. In den 1920er Jahren wurde ihre Fla-Artillerie modernisiert. Am 29. August 1933 explodierte eine Granate in einem der 21-cm-Geschütztürme und vier Seeleute verloren ihr Leben. Gegen Ende der 1930er Jahre wurde sie wegen Überalterung ausgemustert und als Hulk aufgelegt. Die beiden 21-cm-Kanonen wurden ausgebaut und bei der Küstenartillerie weiterverwendet. Die Maschinenanlage blieb im Schiff.

### 1940–1945

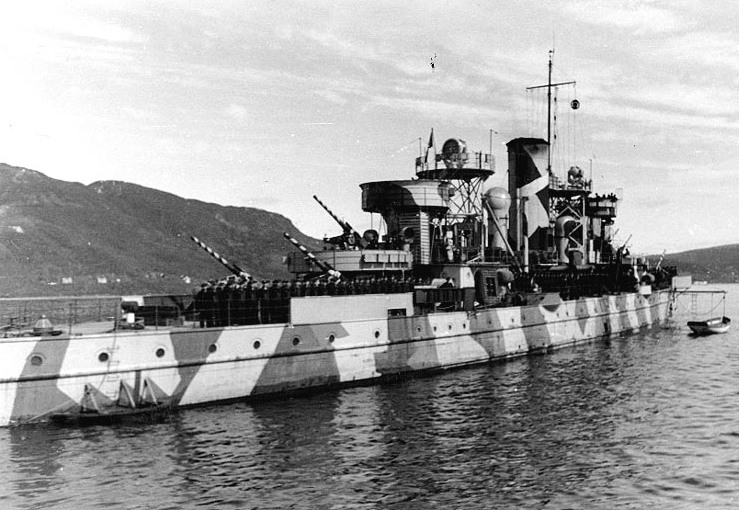
Das Flakschiff Nymphe

In diesem Zustand fiel das Schiff bei der Besetzung Norwegens in deutsche Hand. Nach eingehender Inspektion, und da die Maschinen noch immer um die 14 Knoten Geschwindigkeit erbrachten, wurde das Schiff bei den Deutschen Werken in Kiel zur schwimmenden Flak-Batterie umgerüstet und von der Kriegsmarine am 1. Februar 1941 unter dem Namen Nymphe in Dienst gestellt. Die Verdrängung betrug jetzt 3.858 t und Bewaffnung bestand nunmehr aus sechs 10,5-cm-Flak 38, zwei Bofors 4-cm-Flak und 14 2-cm-Flak 30. 1944 kamen noch zwei 20-mm-Flak-Vierlinge hinzu. Im Gegensatz zu anderen erbeuteten und zu Flak-Batterien umgerüsteten Schiffen konnte die Nymphe sich mit eigener Kraft bewegen. Die Nymphe war zunächst in Kiel stationiert, wurde dann aber im August 1941 nach Tromsø verlegt. In den folgenden Jahren wurde sie in Nordnorwegen zum Schutz des Schlachtschiffs Tirpitz verwendet. Nach der Versenkung der Tirpitz am 12. November 1944 wurde die Nymphe nach Kiel verlegt, wo sie das Kriegsende erlebte.

### 1946–1948
Nach der deutschen Kapitulation im Mai 1945 wurde das Schiff von seiner deutschen Besatzung nach Narvik gefahren, um dort an Norwegen zurückgegeben zu werden. Während dieser Fahrt lief es am 17. Mai 1945 auf Grund und sank teilweise. Es wurde gehoben und erhielt seinen alten Namen zurück. Die Fla-Geschütze wurden ausgebaut und bei der Küstenartillerie weiterverwendet. Der Schiffsrumpf wurde noch einige Zeit als Wohnschiff genutzt. 1947 wurde das Schiff zum Abwracken verkauft und 1948 verschrottet.